# Notarctia arizoniensis
Notarctia arizoniensis là một loài bướm đêm thuộc phân họ Arctiinae, họ Erebidae.